# Mistrzostwa Islandii w skokach narciarskich
Mistrzostwa Islandii w skokach narciarskich – zawody wyłaniające najlepszych zawodników uprawiających skoki narciarskie w Islandii.
Zawody odbywały się w latach 1937–1995, a w 1938 impreza była rozgrywana wspólnie z krajowymi mistrzostwami w kombinacji norweskiej.

## Medaliści
| Data      | Miejsce               | Złoty medal                             | Srebrny medal                           | Brązowy medal                           | Źr.    |
| --------- | --------------------- | --------------------------------------- | --------------------------------------- | --------------------------------------- | ------ |
| 1937      | Reykjavík             | Alfreð Jónsson                          | Jón Þorsteinsson                        | Jóhann Sölvason                         | [ 1 ]  |
| 1938      | Siglufjörður          | Ketill Ólafsson                         |                                         |                                         | [ 2 ]  |
| 1939      | Ísafjörður            | Alfreð Jónsson                          |                                         |                                         | [ 2 ]  |
| 1940      | Akureyri              | Jón Þorsteinsson                        | Alfreð Jónsson                          | Jónas Ásgeirsson                        | [ 3 ]  |
| 1941      | Reykjavík             | Zawody odwołano z powodu braku śniegu   | Zawody odwołano z powodu braku śniegu   | Zawody odwołano z powodu braku śniegu   | [ 2 ]  |
| 1942      | Akureyri              | Sigurgeir Þórarinsson                   | Jónas Ásgeirsson                        | Ásgrímur Stefánsson                     | [ 4 ]  |
| 1943      | Reykjavík             | Jónas Ásgeirsson                        | Ásgrímur Stefánsson                     | Guðmundur Guðmundsson                   | [ 5 ]  |
| 1944      | Siglufjörður          | Jón Þorsteinsson                        | Jónas Ásgeirsson                        | Sigurgeir Þórarinsson                   | [ 6 ]  |
| 1945      | Ísafjörður            | Jónas Ásgeirsson                        | Guðmundur Guðmundsson                   | Björn Blöndal                           | [ 7 ]  |
| 1946      | Akureyri              | Guðmundur Guðmundsson                   |                                         |                                         | [ 8 ]  |
| 1947      | Reykjavík             | Jón Þorsteinsson                        | Ásgrímur Stefánsson                     | Jónas Ásgeirsson                        | [ 9 ]  |
| 1948      | Akureyri              | Sigurður Þórðarson                      | Helgi Óskarsson                         | Haraldur Pálsson                        | [ 10 ] |
| 1949      | Reykjavík             | Jónas Ásgeirsson                        | Stefán Kristjánsson                     | Haraldur Pálsson                        | [ 11 ] |
| 1950      | Siglufjörður          | Jónas Ásgeirsson                        | Haraldur Pálsson                        | Helgi Óskarsson                         | [ 12 ] |
| 1951      | Ísafjörður            | Jónas Ásgeirsson                        | Haraldur Pálsson                        | Guðmundur Árnason                       | [ 13 ] |
| 1952      | Akureyri              | Guðmundur Árnason                       |                                         |                                         | [ 14 ] |
| 1953      | Akureyri              | Skarphéðinn Guðmundsson                 | Jónas Ásgeirsson                        | Ari Guðmundsson                         | [ 15 ] |
| 1954      | Siglufjörður          | Guðmundur Árnason                       | Geir Sigurjónsson                       |                                         | [ 16 ] |
| 1955      | Akureyri              | Jónas Ásgeirsson                        | Guðmundur Árnason                       | Skarphéðinn Guðmundsson                 | [ 17 ] |
| 1956      | Ísafjörður            | Eysteinn Þórðarson                      |                                         |                                         | [ 18 ] |
| 1957      | Akureyri              | Jónas Ásgeirsson                        | Sveinn Sveinsson                        | Skarphéðinn Guðmundsson                 | [ 19 ] |
| 1958      | Reykjavík             | Skarphéðinn Guðmundsson                 | Jón Þorsteinsson                        | Jónas Ásgeirsson                        | [ 20 ] |
| 1959      | Siglufjörður          | Zawody odwołano z powodu epidemii grypy | Zawody odwołano z powodu epidemii grypy | Zawody odwołano z powodu epidemii grypy | [ 21 ] |
| 1960      | Siglufjörður          | Skarphéðinn Guðmundsson                 | Sveinn Sveinsson                        | Eysteinn Þórðarson                      | [ 22 ] |
| 1961      | Ísafjörður            | Sveinn Sveinsson                        | Valdimar Örnólfsson                     | Svanberg Þórðarson                      | [ 23 ] |
| 1962      | Akureyri              | Skarphéðinn Guðmundsson                 | Sveinn Sveinsson                        | Geir Sigurjónsson                       | [ 24 ] |
| 1963      | Siglufjörður          | Skarphéðinn Guðmundsson                 | Sveinn Sveinsson                        | Jónas Ásgeirsson                        | [ 25 ] |
| 1964      | Ísafjörður            | Sveinn Sveinsson                        | Birgir Guðlaugsson                      | Svanberg Þórðarson                      | [ 26 ] |
| 1965      | Akureyri              | Björn Þór Ólafsson                      | Sveinn Sveinsson                        | Geir Sigurjónsson                       | [ 27 ] |
| 1966      | Ísafjörður            | Svanberg Þórðarson                      | Sveinn Sveinsson                        | Björn Þór Ólafsson                      | [ 28 ] |
| 1967      | Siglufjörður          | Svanberg Þórðarson                      | Sveinn Sveinsson                        | Skarphéðinn Guðmundsson                 | [ 29 ] |
| 1968      | Akureyri              | Steingrímur Garðarsson                  | Birgir Guðlaugsson                      | Sigurður Þorkelsson                     | [ 30 ] |
| 1969      | Ísafjörður            | Haukur Jónsson                          |                                         |                                         | [ 31 ] |
| 1970      | Siglufjörður          | Björn Þór Ólafsson                      | Sigurður Þorkelsson                     | Svanberg Þórðarson                      | [ 32 ] |
| 1971      | Akureyri              | Björn Þór Ólafsson                      | Sigurður Þorkelsson                     | Steingrímur Garðarsson                  | [ 33 ] |
| 1972      | Ísafjörður            | Björn Þór Ólafsson                      | Steingrímur Garðarsson                  | Sigurður Þorkelsson                     | [ 34 ] |
| 1973      | Siglufjörður          | Steingrímur Garðarsson                  | Björn Þór Ólafsson                      | Sigurður Þorkelsson                     | [ 35 ] |
| 1974      | Reykjavík             | Björn Þór Ólafsson                      | Sigurður Þorkelsson                     | Þórhallur Sveinsson                     | [ 36 ] |
| 1975      | Ísafjörður            | Björn Þór Ólafsson                      | Sveinn Stefánsson                       | Marteinn Kristjánsson                   | [ 37 ] |
| 1976      | Akureyri              | Björn Þór Ólafsson                      | Marteinn Kristjánsson                   | Viðar Konráðsson                        | [ 38 ] |
| 1977      | Siglufjörður          | Marteinn Kristjánsson                   | Björn Þór Ólafsson                      | Ásgrímur Konráðsson                     | [ 39 ] |
| 1978      | Reykjavík             | Björn Þór Ólafsson                      | Þorsteinn Þorvaldsson                   | Sveinn Stefánsson                       | [ 40 ] |
| 1979      | Ísafjörður            | Björn Þór Ólafsson                      | Jóhann Sigurðsson                       | Þorsteinn Þorvaldsson                   | [ 41 ] |
| 1980      | Akureyri              | Björn Þór Ólafsson                      | Benóný Þorkelsson                       | Þorsteinn Þorvaldsson                   | [ 42 ] |
| 1981      | Siglufjörður          | Haukur Snorrason                        | Björn Þór Ólafsson                      | Jakob Kárason                           | [ 43 ] |
| 1982      | Reykjavík             | Þorvaldur Jónsson                       | Haukur Snorrason                        | Ásgrímur Konráðsson                     | [ 44 ] |
| 1983      | Ísafjörður            | Þorvaldur Jónsson                       | Haukur Hilmarsson                       | Ásgrímur Konráðsson                     | [ 45 ] |
| 1984      | Akureyri              | Þorvaldur Jónsson                       | Björn Þór Ólafsson                      | Guðmundur Konráðsson                    | [ 46 ] |
| 1985      | Siglufjörður          | Þorvaldur Jónsson                       |                                         |                                         | [ 47 ] |
| 1986      | Reykjavík             | Þorvaldur Jónsson                       | Ólafur Björnsson                        | Haukur Hilmarsson                       | [ 48 ] |
| 1987      | Reykjavík             | Ólafur Björnsson                        | Randver Sigurðsson                      | Guðmundur Konráðsson                    | [ 49 ] |
| 1988      | Akureyri              | Ólafur Björnsson                        | Ingi Hannesson                          | Guðmundur Konráðsson                    | [ 50 ] |
| 1989      | Siglufjörður          | Ólafur Björnsson                        | Guðmundur Konráðsson                    | Helgi Hannesson                         | [ 51 ] |
| 1990–1991 | Zawodów nie rozegrano | Zawodów nie rozegrano                   | Zawodów nie rozegrano                   | Zawodów nie rozegrano                   | [ 52 ] |
| 1992      | Ólafsfjörður          | Ólafur Björnsson                        | Randver Sigurðsson                      | Sigurður Sigurgeirsson                  | [ 53 ] |
| 1993      | Akureyri              | Ólafur Björnsson                        | Guðmundur Konráðsson                    | Magnús Þorgeirsson                      | [ 54 ] |
| 1994      | Siglufjörður          | Ólafur Björnsson                        | Magnús Þorgeirsson                      | Björn Þór Ólafsson                      | [ 55 ] |
| 1995      | Ólafsfjörður          | Ólafur Björnsson                        | Magnús Þogeirsson                       |                                         | [ 56 ] |